# ابراهیم‌آباد (فردوس)
روستای ابراهیم‌آباد، روستایی است در دهستان خانکوک از توابع بخش مرکزی شهرستان فردوس.
بر اساس سرشماری سال ۱۳۹۵، جمعیت این روستا، ۲۶۳ نفر بوده‌است.

## موقعیت
ابراهیم‌آباد در فاصله ۲۳ کیلومتری شمال غربی شهر فردوس قرار دارد و مردمش به گویش تونی صحبت می‌کنند.